# Флаг-нашивка
Флаг-нашивка также патч — это нашивка с изображением флага. Изображение флага производится с помощью вышивки, в которой применяются нити разных цветов, либо при помощи печати. Нашивка применяется в вооружённых силах того государства, флаг которого изображён на этой нашивке, в государственных службах и спортивных командах этого государства, а также обычными людьми в личных целях. 
Военные могут снижать насыщенность патча, когда используют его в тактических целях, так как это снижает заметность в полевых условиях. Могут быть выполнены в инфракрасных цветах, которые светятся в очках ночного видения. Это помогает союзным силам идентифицировать своих солдат.
Нередко на флаге-нашивке может применяться жёлтая кайма. Это также популярно в американской армии. Подобные нашивки нашли своё применение в ходе вторжения США в Панаму.

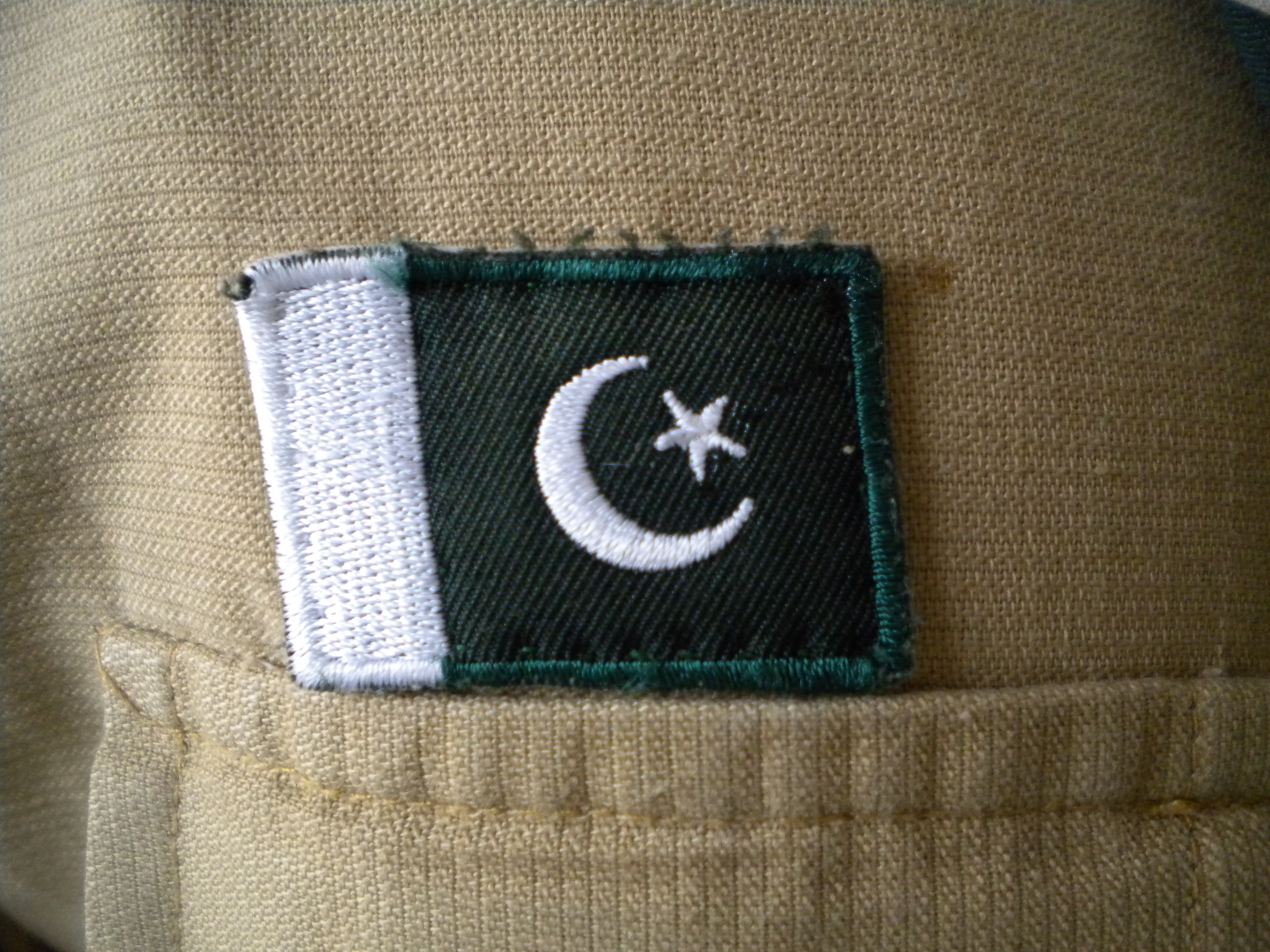
Флаг-нашивка Пакистанской скаутской организации

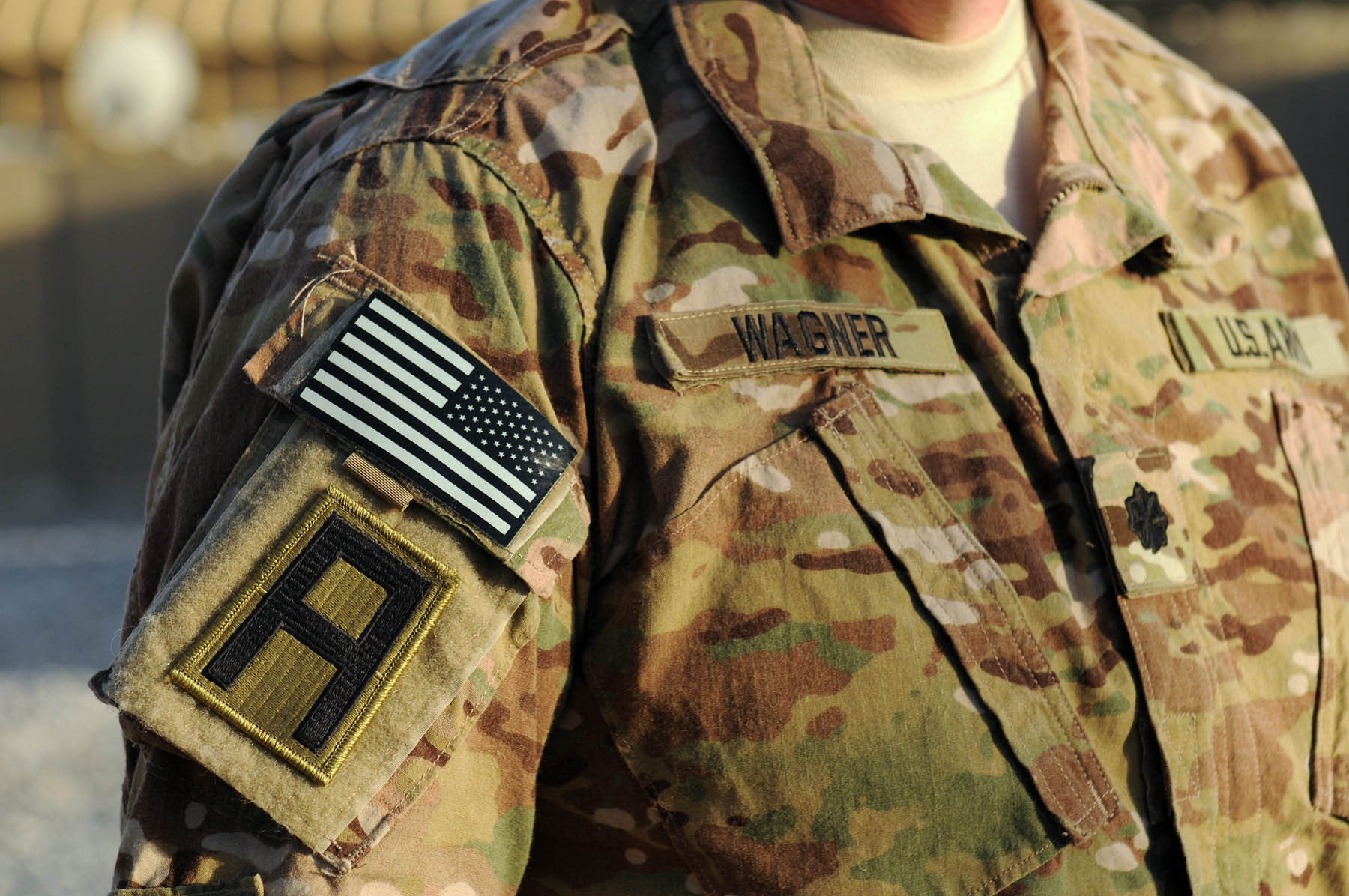
Американский флаг-нашивка защитных цветов

## История
Одним из ранних примеров применения национального флага в качестве нашивки можно найти в ходе Второй мировой войны, когда на рукавах некоторых военнослужащих американской армии были наклеены флаги США.

## Узаконенное применение флага-нашивки
В Кодексе о флаге Соединённых Штатов говорится о запрете на использование флага в качестве части костюма или спортивной формы, но использование флага-нашивки легально для вооружённых сил, правоохранительных органов, пожарных подразделений и патриотических организаций.